# Серафим (Лук'янов)
Серафим (в миру Олександр Іванович Лукьянов; 4 вересня 1879 — 18 лютого 1959) — єпископ Православної Церкви Фінляндії та учасник московитських націоналістичних церковних розколів. Помер архієреєм Московської патріархії в СРСР.

## Життєпис
Народився 23 серпня 1879 в родині священника. Закінчив Саратовську духовну семінарію.
У 1900 вступив до Казанської духовної академії, де 7 грудня 1902 пострижений у чернецтво і 8 грудня того ж року висвячений у сан ієродиякона, а в 1903 році — у сан ієромонаха.
У 1904 закінчив Академію зі ступенем кандидата богослов'я і призначений викладачем Уфимської духовної семінарії, де з 16 вересня 1906 призначений інспектором.
У 1907 призначений ректором Таврійської духовної семінарії і зведений в сан архімандрита.
8 серпня 1911 призначений ректором Саратовської духовної семінарії. Проявив себе як надзвичайно уважний до проблем ввіреного йому навчального закладу наставник. Постійно бував на уроках в різних класах, особисто перевіряв письмові роботи, виступав як прихильник регулярного позакласного читання семінаристів, підвищення їх наукової освіченості. Більш активно стала поповнюватися семінарська бібліотека; на засіданнях правління ректор сам затверджував списки потрібних книг. За правління архімандрита Серафима пожвавилася діяльність «Общества вспомоществования недостаточным воспитанникам», в його касу стало надходити більше пожертвувань, ніж в попередні роки. Ректор і сам допомагав багатьом вихованцям особистими коштами, був ініціатором створення нових стипендій для кращих учнів. З 1911/1912 навчального року в Саратовській духовній семінарії почали проводитися позакласні заняття і читання, дозволу яких вже давно домагалися семінаристи.
7 вересня 1914 хіротонізований на єпископа Сердобольського, вікарія Виборзької і Фінляндської єпархії. Хіротонію очолив митрополит Петроградський Володимир Богоявленський. Його правлячим архієреєм був архієпископ Сергій Страгородський, з яким, як він сам зізнавався на еміграції, «був пов'язаний узами міцної особистої дружби».
Нагороджений орденом Св. Володимира IV (1912) і III (1915) ст.
C 11 серпня 1917 тимчасово керував Фінляндської єпархією.
23 січня 1918 у Виборзі, на єпархіальному з'їзді духовенства і мирян під головуванням митрополита Петроградського Веніаміна, єпископ Серафим був обраний на посаду голови єпархії.
Ухвалою Святійшого Синоду від 17 січня 1918 затверджений, як обраний голосуванням кліру і мирян Фінляндської єпархії, єпископом Фінляндським і Виборзьким. Значна частина фінляндського духовенства залишилася незадоволена обранням єпископа Серафима, вважаючи, що він переміг виключно завдяки процедурі виборів, нав'язаної Синодом. Незадоволені обранням фінсько-карельські парафії через своїх депутатів подали заяву митрополиту Веніаміну про готовність подати клопотання про заснування самостійної Карельської єпархії.
У 1920 зведений в сан архієпископа.
6 липня 1923 Православна церква Фінляндії, всупереч бажанню архієпископа Серафима, отримала статус автономії в складі Константинопольського патріархату.
29 грудня 1923 рішенням Державної Ради і указом президента Фінляндії, за невідповідність закону про мову, архієпископ Серафим був відсторонений від очолювання єпархією, позаяк «не побажав клопотати про надання відтермінування для вивчення фінської мови». Архієпископу Серафиму залишили право здійснювати церковні богослужіння, але він був повністю усунений від подальшої участі в управлінні Церквою.
З 1 січня 1924 уряд поклав обов'язки архієпископа Виборзького і Фінляндського на Церковне управління, зобов'язавши його спільно з Собором увійти з поданням про призначення нового архієпископа. Зарубіжний Архієрейський Синод Російської Церкви визнав це звільнення незаконним, заявивши, що покинути свою посаду канонічний голова міг тільки за рішенням суду або за власним бажанням.
Проживав на спокої в Коневецькому монастирі. Офіційно новий архієпископ Фінляндський, Герман Аав, був обраний на Соборі Фінляндської Православної Церкви 13 червня 1925 і 14 серпня того ж року затверджений на цій посаді президентом.
У 1926 видворений з Фінляндії за вироком суду.
30 червня 1926 оселився в Лондоні на запрошення митрополита Євлогія Георгієвського на правах вікарного єпископа Архиєпископії російських парафій. За спогадами митрополита Євлогія: «Архієпископ Серафим вніс в лондонську паству смуту, а потім очолив там „карловців“».
З 26 січня 1927 перебував у єпископаті Російської зарубіжної церкви з титулом архієпископа Західноєвропейського (в Парижі при Знам'янській церкві) — до 31 серпня 1945.
Вкрай негативно зустрів Декларацію митрополита Сергія і його наступні дії, і в інтерв'ю емігрантській газеті «Відродження» від 25 червня 1930 заявив, що «Митрополит Сергій відпав від Церкви».
7 грудня 1938 возведений у сан митрополита.
У серпні 1938 брав участь у Другому Всезакордонному Соборі РПЦЗ.
У своєму посланні від 22 червня 1941 підтримав «визвольний похід» вермахту проти СРСР, вважаючи комуністичний режим набагато більшим злом для Російської федерації.
16 жовтня 1943 брав участь в нараді єпископів РПЦЗ у Відні, на якому підписав документ про те, що «обрання Митрополита Сергія на престол Патріарха Московського і всієї Русі є актом не тільки неканонічним, а й нецерковним, політичним, викликаним інтересами совєцької комуністичної партійної верхівки, та її очільника диктатора Сталіна, що переживають важку кризу під час війни і потребують допомоги ненависної їм і ще донедавна гнаної ними Православної Церкви».
31 серпня 1945 прийнятий в клір Московського Патріархату, в сані митрополита, отриманому ним в «карловацькому розколі».
9 серпня 1946, на наступний день після смерті митрополита Євлогія Георгієвського, призначений Патріаршим Екзархом Західної Європи замість архієпископа Володимира Тихоницького, зазначеного в заповіті митрополита Євлогія. Митрополит Серафим не користувався авторитетом серед емігрантів «евлогіївської» юрисдикції. Це було пов'язано з його підтримкою Гітлера, а також з його активною ворожнечею з митрополитом Євлогієм в 1920 — 1930-ті. Нарешті, архієпископ Фотій Топіро, що відвідав Францію в 1946, відзначав у своєму звіті і те, що митрополит Серафим «вельми не бездоганний і в побутовому відношенні». В результаті велика частина парафій, раніше очолюваних митрополитом Євлогієм, остаточно розірвала зв'язки з Московським Патріархатом, повернувшись в юрисдикцію Константинопольського Патріарха.
У лютому 1947 на чолі «паризької церковної делегації» відвідав Москву.
У липні 1948 брав участь в церковних урочистостях в Москві з нагоди 500-річчя автокефалії РПЦ. У червневому номері офіційного органу РПЦ «Журнал Московської Патріархії» була надрукована стаття за його підписом — «Без канонів»; стаття критикувала Константинопольську Патріархію, стверджувала, що у всіх російських ієрархів (мова про емігрантів), «що стали проти Московського Патріарха», «зовсім затьмарилася канонічна свідомість» і робила висновок: «Об'єднання всіх російських єпархій, що знаходяться за межами державних кордонів Російської Церкви, можливе тільки навколо престолу Московського Патріарха».
15 листопада 1949 звільнений на спокій. У грудні того ж року звернувся з клопотанням до про повернення в РПЦЗ, але безуспішно (за іншими, відомостями був прийнятий 1/14 грудня 1949).
17 травня 1954 приїхав на проживання в СРСР.
У 1956 переміщений на спокій в Гербовецький монастир, де помер 18 лютого 1959.

## Праці
- «Нравственные воззрения преподобного Иоанна Лествичника».
- Послание пастве [о вступлении в управление Экзархатом Западно-Европейских православных русских приходов] // Журнал Московской Патриархии. М., 1946. № 9. стр. 16-17.
- Впечатления от пребывания в Москве (7/II-25/II-1947 г.) // Журнал Московской Патриархии. М., 1947. № 3. стр. 13
- Без канонов // Журнал Московской Патриархии. М., 1949. № 6. стр. 34-39.
- Дорогая Родина // Журнал Московской Патриархии. М., 1954. № 9. стр. 19.
- Проект организации церковного управления, разработанный митрополитом Серафимом (Лукьяновым) // Материалы к истории православия в нацистской Германии Публ. иерея Георгия Ореханова и Г.Зоммер [Архівовано 6 травня 2018 у Wayback Machine.] // Вестник ПСТГУ. Предыстория. Богословский сборник № 7. М., 2001., стр. 264—268